# José Moñino, greve Floridablanca
José Moñino, greve Floridablanca, född 21 oktober 1728, död 30 december 1808, var en spansk greve och politiker.
Floridablanca var påverkad av upplysningstidens idéer, och verkade under sin sändebudstid i Rom 1772 för jesuitordens upphävande och blev som minister under Karl III en av reformperiodens ledande krafter. Efter ha fördrivits 1792, blev han vid spanjorernas resning mot fransmännen 1808 medlem av juntan i Murcia och senare president för centraljuntan i Aranjuez.